# Kontrasta
Kontrasta en basque ou Contrasta en espagnol est une commune ou une contrée appartenant à la municipalité d'Harana dans la province d'Alava, située dans la Communauté autonome basque en Espagne.

## Liens externes

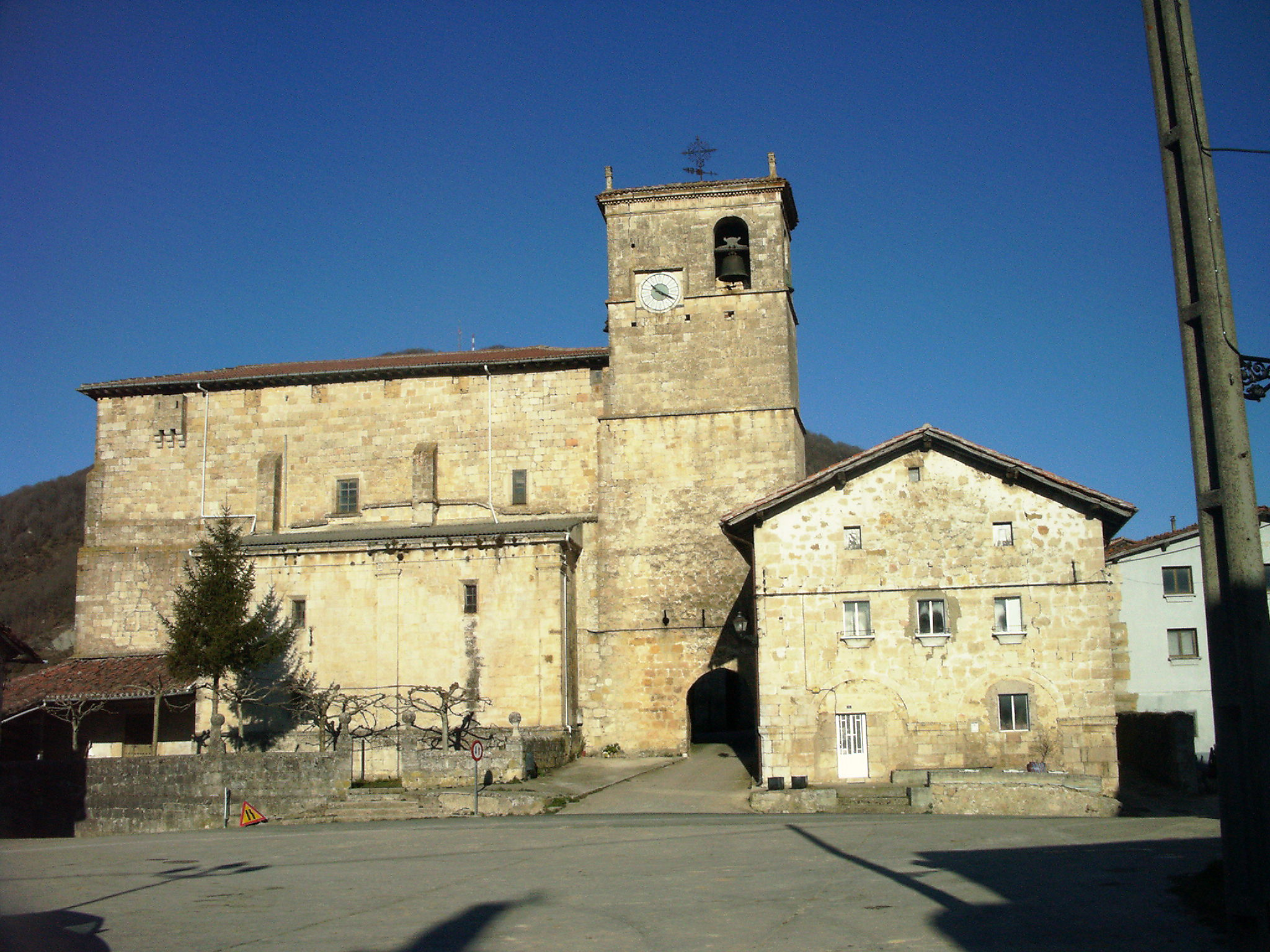
Église de Kontrasta